# 1923 au Japon
Événements de l'année 1923 au Japon . Cela correspond à l'an Taishō 12 (大 正 12 年) dans le calendrier japonais .

## Gouvernement
- Empereur : Taishō [1]
- Régent : Hirohito
- Premier ministre : 
  - Katō Tomosaburō (jusqu'au 24 août)
  - Yamamoto Gonnohyōe (à partir du 2 septembre)

## Événements

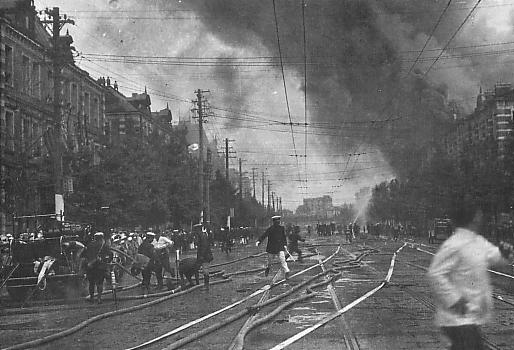
Marunouchi à Tokyo en flammes après le grand tremblement de terre de Kantō.

- Mai 2013 : Les jeux de l'Extrême-Orient 1923 ont lieu à Osaka.
- 24 août : Décès du Premier ministre Katō Tomosaburō.
- 1er septembre :
  - Le tremblement de terre du Kantō dévaste Tokyo et Yokohama, faisant près de 142 807 morts, mais selon un rapport d'un centre japonais de recherche sur la construction publié en 2005, 105 000 personnes seraient confirmés mortes. De nombreuses versions indiquent que la durée du séisme a été comprise entre quatre et dix minutes[2].
  - Après le séisme, début du massacre du Kantō. Durant les trois semaines qui suivent, des soldats de l'armée impériale japonaise, des policiers et des groupes miliciens assassinent environ 6 000 Coréens de souche et socialistes japonais.
- 2 septembre
  - Yamamoto Gonnohyōe est nommé Premier ministre du Japon.
  - La Loi martiale est déclarée dans les districts de Tokyo.
- 3 au 5 septembre : incident Kameido
- 4 septembre : La zone d'application de la loi martiale est étendue à l’ensemble des préfectures de Tokyo, Kanagawa, Chiba et Saitama.
- 7 septembre : Un couvre-feu est installé à Tokyo.
- 16 septembre : Incident d'Amakasu : la féministe Noe Itō et son partenaire, l'anarchiste Sakae Osugi, sont battus et tués par un escadron de police dirigé par le lieutenant Amakasu Masahiko, ainsi que le neveu de six ans de Osugi et leurs corps déposés dans un puits. À la suite du tollé général dans tout le pays, Amakasu est traduit devant une cour martiale et condamné à dix ans de prison[3].
- 27 décembre : Incident de Toranomon : une tentative d'assassinat est perpétrée contre le prince héritier Hirohito à Tokyo par Daisuke Namba, mais la tentative échoue.

## Naissances
- 27 mars : Shūsaku Endō, écrivain (mort en 1996)
- 24 mai : Seijun Suzuki, cinéaste, acteur et scénariste (décédé en 2017)
- 4 juin : Yuriko, princesse Mikasa, épouse du prince Takahito
- 7 août : Ryōtarō Shiba, écrivain (mort en 1996)
- 7 octobre : Tomio Aoki, acteur de cinéma (mort en 2004)

## Décès
- 8 janvier : Shimamura Hayao, amiral de marine (né en 1858)
- 3 février : Général Kuroki Tamemoto (né en 1844)
- 4 février : Prince Fushimi Sadanaru, maréchal (né en 1858)
- 1er avril : Prince Naruhisa Kitashirakawa, personnel militaire (né en 1887)
- 9 juin
  - Takeo Arishima, romancier, écrivain et essayiste (né en 1878)
  - Akiko Hatano, journaliste (suicide) (née en 1894)
- 19 juin : Shō Shō, membre de la Chambre des pairs (né en 1888).
- 24 août : Katō Tomosaburō, Premier ministre du Japon (né en 1861)
- 1er septembre : Matsuoka Yasukowa, homme politique et ministre (né en 1846)
- 2 septembre : Kuriyagawa Hakuson, critique littéraire (né en 1880)
- 16 septembre
  - Noe Itō, anarchiste, critique social et auteur (né en 1895)
  - Sakae ugsugi, anarchiste (né en 1885)
- 8 novembre : Fusakichi Omori, sismologue (né en 1868)
- 26 novembre : Otani Kikuzo, général (né en 1856)
- 29 décembre : Kōno Hironaka, homme politique (né en 1849)